# Evodio de Ruan
Evodio, Yved, Evode, Yves, Ysoie, Yvoize o Evodius, (f. Andelys, c. 422), obispo de Ruan , venerado como santo, celebrado el 8 de octubre.

## Biografía
François Pommeraye relata la leyenda de un incendio que habría extinguido con "algunas oraciones empapadas de lágrimas".
Su tumba está dentro de los muros de la Catedral de Ruan.

## Lugares dedicados
El único lugar en Francia dedicado a este santo y que lleva su nombre es la iglesia abacial de Saint-Yved de Braine (Aisne). 
Para proteger las reliquias de las invasiones normandas, fueron transportadas en el siglo IX al fuerte de Braine. La iglesia depositaria de las santas reliquias será la encargada, en el siglo XIX, de asegurar su translation en la Catedral de Ruan bajo la autoridad del cardenal de Bonnechose, arzobispo de Ruan.
El dominio de la Catedral de Ruan está conocida bajo el nombre de Dominio de Saint-Evode desde el siglo XIX.